# Les Chapelles
Les Chapelles é uma comuna francesa na região administrativa de Auvérnia-Ródano-Alpes, no departamento da Saboia. Estende-se por uma área de 17.31 km². Em 2010 a comuna tinha 573 habitantes (densidade: 33,1 hab./km²).